# Championnats du monde de natation 2011
Navigation
Mondiaux 2009 Mondiaux 2013
La 14e édition des Championnats du monde de natation se déroule du 16 au 31 juillet 2011 à Shanghai en Chine. Le pays accueille pour la première fois l'événement bisannuel organisé par la Fédération internationale de natation (FINA).

## Sélection de la ville hôte
La FINA désigne la ville chinoise hôte de l'événement le 24 mars 2007, dans le cadre des Championnats du monde 2007 organisés à Melbourne en Australie. La candidature chinoise a été préférée au dossier de la capitale qatarienne Doha. En janvier 2007, cinq autres pays candidats avaient été écartés : le Japon, la Corée du Sud (Séoul), l'Afrique du Sud (Durban), l'Espagne (Madrid) et les États-Unis (San Francisco).

## Site
Les compétitions en bassin se sont déroulées au Shanghai Oriental Sports Center, une nouvelle enceinte inaugurée au début de l'année 2011. Le coût de sa construction est estimé à 2 milliards de yuans (293 millions de dollars). Les travaux du stade, prévu pour accueillir 18 000 spectateurs, ont commencé en décembre 2008.

## Calendrier
| Juillet 2011          | 15 Ven | 16 Sam | 17 Dim | 18 Lun | 19 Mar | 20 Mer | 21 Jeu | 22 Ven | 23 Sam | 24 Dim | 25 Lun | 26 Mar | 27 Mer | 28 Jeu | 29 Ven | 30 Sam | 31 Dim | Médailles d'or |
| --------------------- | ------ | ------ | ------ | ------ | ------ | ------ | ------ | ------ | ------ | ------ | ------ | ------ | ------ | ------ | ------ | ------ | ------ | -------------- |
| Cérémonies            | O      |        |        |        |        |        |        |        |        |        |        |        |        |        |        |        | C      |                |
| Plongeon              |        | 1      | 1      | 2      | 2      |        | 1      | 1      | 1      | 1      |        |        |        |        |        |        |        | 10             |
| Nage en eau libre     |        |        |        |        | 1      | 1      | 1      | 2      | 2      |        |        |        |        |        |        |        |        | 7              |
| Natation sportive     |        |        |        |        |        |        |        |        |        | 4      | 4      | 5      | 4      | 5      | 5      | 6      | 7      | 40             |
| Natation synchronisée |        |        | 1      | 1      | 1      | 1      | 1      | 1      | 1      |        |        |        |        |        |        |        |        | 7              |
| Water-polo            |        |        |        |        |        |        |        |        |        |        |        |        |        |        | 1      | 1      |        | 2              |
| Finales               |        | 1      | 2      | 3      | 4      | 2      | 3      | 4      | 4      | 5      | 4      | 5      | 4      | 5      | 6      | 7      | 7      | 66             |

| Légende |                       |
|         | Cérémonie d'ouverture |
|         | Cérémonie de clôture  |
|         | Jour de compétition   |
|         | Jour de finale        |

## Règlement

### Nombre de participants autorisés par fédération
Le nombre maximum de concurrents autorisé par fédération dans chaque discipline est le suivant :
- Natation (hommes) 26
- Natation (femmes) 26
- Plongeon (hommes) 6+4 (Plongeon synchronisé)
- Plongeon (femmes) 6+4 (Plongeon synchronisé)
- Natation synchronisée 12
- Water-polo (hommes) 13
- Water-polo (femmes) 13
- Nage en eau libre (hommes) 2+2+2 (5+10+25 km)
- Nage en eau libre (femmes) 2+2+2 (5+10+25 km).

Chaque concurrent doit être citoyen du pays qu'il représente par naissance ou par naturalisation. Tout concurrent changeant d'affiliation nationale doit avoir résidé dans le territoire du nouveau pays représenté et être sous sa juridiction pendant les douze derniers mois précédant la première compétition où il représente ce nouveau pays.

### Temps de qualifications en natation sportive
Deux types de qualifications sont définies : les séries A (rapides) et les séries B (lentes). Pour être qualifiés, les nageurs doivent avoir réalisé un des deux minima dans une compétition homologuée par la FINA. Pour chaque épreuve individuelle, chaque fédération nationale peut inscrire un maximum de deux concurrents. Pour qualifier deux nageurs dans la même épreuve, les deux doivent avoir réalisé le temps de qualification pour les séries « A ». Pour qualifier un seul nageur dans une épreuve, le concurrent doit avoir atteint au moins le temps de qualification de la série « B ». 
| Compétition        | Hommes         | Hommes         | Femmes         | Femmes         |
| Compétition        | Séries A       | Séries B       | Séries A       | Séries B       |
| ------------------ | -------------- | -------------- | -------------- | -------------- |
| 50 m nage libre    | 22 s 35        | 22 s 90        | 25 s 43        | 26 s 06        |
| 100 m nage libre   | 49 s 23        | 50 s 44        | 55 s 24        | 56 s 60        |
| 200 m nage libre   | 1 min 48 s 72  | 1 min 51 s 40  | 1 min 59 s 29  | 2 min 2 s 24   |
| 400 m nage libre   | 3 min 49 s 96  | 3 min 55 s 63  | 4 min 11 s 26  | 4 min 17 s 64  |
| 800 m nage libre   | 8 min 10 s 26  | 8 min 37 s 52  | 8 min 35 s 98  | 8 min 48 s 70  |
| 1 500 m nage libre | 15 min 13 s 16 | 15 min 35 s 67 | 16 min 41 s 49 | 17 min 10 s 88 |
| 50 m dos           | 25 s 34        | 25 s 98        | 29 s 07        | 29 s 80        |
| 100 m dos          | 55 s 14        | 56 s 50        | 1 min 1 s 70   | 1 min 3 s 22   |
| 200 m dos          | 1 min 59 s 72  | 2 min 2 s 67   | 2 min 12 s 73  | 2 min 16 s 01  |
| 100 m brasse       | 1 min 1 s 57   | 1 min 3 s 08   | 1 min 9 s 01   | 1 min 10 s 72  |
| 200 m brasse       | 2 min 13 s 69  | 2 min 16 s 99  | 2 min 28 s 21  | 2 min 31 s 87  |
| 50 m papillon      | 23 s 73        | 24 s 32        | 26 s 68        | 27 s 35        |
| 100 m papillon     | 52 s 86        | 54 s 16        | 59 s 35        | 1 min 0 s 82   |
| 200 m papillon     | 1 min 57 s 67  | 2 min 0 s 57   | 2 min 10 s 84  | 2 min 14 s 07  |
| 200 m 4 nages      | 2 min 1 s 40   | 2 min 4 s 39   | 2 min 15 s 27  | 2 min 18 s 57  |
| 400 m 4 nages      | 4 min 18 s 40  | 4 min 24 s 77  | 4 min 45 s 08  | 4 min 52 s 11  |

## Tableau des médailles
| Rang  | Nation         | Or | Argent | Bronze | Total |
| ----- | -------------- | -- | ------ | ------ | ----- |
| 1     | États-Unis     | 17 | 6      | 9      | 32    |
| 2     | Chine          | 15 | 13     | 8      | 36    |
| 3     | Russie         | 8  | 6      | 4      | 18    |
| 4     | Brésil         | 4  | 0      | 0      | 4     |
| 5     | Italie         | 3  | 4      | 2      | 9     |
| 6     | Royaume-Uni    | 3  | 3      | 0      | 6     |
| 7     | Australie      | 2  | 10     | 4      | 16    |
| 8     | France         | 2  | 4      | 5      | 11    |
| 9     | Pays-Bas       | 2  | 1      | 3      | 6     |
| 10    | Grèce          | 2  | 1      | 1      | 4     |
| 11    | Danemark       | 2  | 1      | 0      | 3     |
| 12    | Allemagne      | 1  | 3      | 9      | 13    |
| 13    | Suède          | 1  | 1      | 0      | 2     |
| 14    | Hongrie        | 1  | 0      | 4      | 5     |
| 15    | Biélorussie    | 1  | 0      | 0      | 1     |
| 15    | Bulgarie       | 1  | 0      | 0      | 1     |
| 15    | Corée du Sud   | 1  | 0      | 0      | 1     |
| 15    | Norvège        | 1  | 0      | 0      | 1     |
| 15    | Suisse         | 1  | 0      | 0      | 1     |
| 20    | Canada         | 0  | 4      | 3      | 7     |
| 21    | Japon          | 0  | 4      | 2      | 6     |
| 22    | Espagne        | 0  | 1      | 5      | 6     |
| 23    | Pologne        | 0  | 1      | 0      | 1     |
| 23    | Serbie         | 0  | 1      | 0      | 1     |
| 25    | Afrique du Sud | 0  | 0      | 3      | 3     |
| 26    | Mexique        | 0  | 0      | 2      | 2     |
| 27    | Croatie        | 0  | 0      | 1      | 1     |
| 27    | Ukraine        | 0  | 0      | 1      | 1     |
| Total | Total          | 68 | 64     | 66     | 198   |

- Deux médailles d'or ont été décernées pour le 100 m dos hommes (et aucune en argent).
- Deux médailles d'or ont été décernées pour le 100 m nage libre femmes (et aucune en argent).

## Podiums

### Nage en eau libre
| Épreuves    | Or                                                               | Argent                                                        | Bronze                                                             |
| Hommes      | Hommes                                                           | Hommes                                                        | Hommes                                                             |
| ----------- | ---------------------------------------------------------------- | ------------------------------------------------------------- | ------------------------------------------------------------------ |
| 5 km        | Thomas Lurz (GER) 56 min 16 s 6                                  | Spyrídon Yanniótis (GRE) 56 min 17 s 4                        | Evgeny Drattsev (RUS) 56 min 18 s 5                                |
| 10 km       | Spyrídon Yanniótis (GRE) 1 h 54 min 24 s 7                       | Thomas Lurz (GER) 1 h 54 min 27 s 2                           | Sergueï Bolchakov (RUS) 1 h 54 min 31 s 8                          |
| 25 km       | Petar Stoychev (BUL) 5 h 10 min 39 s 8                           | Vladimir Dyatchin (RUS) 5 h 11 min 15 s 6                     | Csaba Gercsak (HUN) 5 h 11 min 18 s 1                              |
| Femmes      |                                                                  |                                                               |                                                                    |
| 5 km        | Swann Oberson (SUI) 1 h 0 min 39 s 7                             | Aurélie Muller (FRA) 1 h 0 min 40 s 1                         | Ashley Twichell (USA) 1 h 0 min 40 s 2                             |
| 10 km       | Keri-Anne Payne (GBR) 2 h 1 min 58 s 1                           | Martina Grimaldi (ITA) 2 h 1 min 59 s 9                       | Mariánna Lympertá (GRE) 2 h 2 min 1 s 8                            |
| 25 km       | Ana Marcela Cunha (BRA) 5 h 29 min 22 s 9                        | Angela Maurer (GER) 5 h 29 min 25 s 0                         | Alice Franco (ITA) 5 h 29 min 30 s 8                               |
| Par équipes |                                                                  |                                                               |                                                                    |
| 5 km mixte  | États-Unis Andrew Gemmell Sean Ryan Ashley Twichell 57 min 0 s 6 | Australie Melissa Gorman Rhys Mainstone Ky Hurst 57 min 1 s 8 | Allemagne Jan Wolfgarten Thomas Lurz Isabelle Haerle 57 min 44 s 2 |

### Natation sportive
Si Michael Phelps a décroché un 25e titre mondial à Shanghai, Ryan Lochte y a remporté cinq titres mondiaux (200 m dos, 200 m brasse, 200 m 4 nages, 400 m 4 nages et 4 × 200 m nage libre) et battu son record du monde du 200 m 4 nages en 1 min 54 s 00. Autre record du monde à tomber, celui de Grant Hackett sur 1 500 m, le plus ancien record chez les hommes (2001), qui a été battu par Sun Yang en 14 min 34 s 14.
Chez les femmes, l'Italienne Federica Pellegrini confirme sa suprématie sur le 200 m et 400 m nage libre, tout comme l'Américaine Rebecca Soni sur les épreuves de brasse. Par ailleurs, évènement rare, deux épreuves ont connu des champions ex æquo ; il s'agit du 100 m nage libre dames et du 100 m dos messieurs.
Avec dix médailles (six à Melbourne en 2007 et à Rome en 2009), l'équipe de France a largement dépassé son record de médailles en Mondiaux et confirme à cet égard son récent record européen de 2010 de 21 médailles. Comme en 2007 et 2009, les États-Unis terminent à la première place du tableau des médailles, bien aidés par leurs titres en relais, alors que la Russie et surtout l'Allemagne dégringolent au classement. Enfin, le Brésil confirme son ascension, bien aidée par César Cielo, doublement titré.

#### Hommes
| Épreuves               | Or | Argent | Bronze |
| Nage libre             | Nage libre | Nage libre | Nage libre |
| ---------------------- | --- | --- | --- |
| 50 m                   | César Cielo (BRA) 21 s 52 | Luca Dotto (ITA) 21 s 90 | Alain Bernard (FRA) 21 s 92 |
| 100 m                  | James Magnussen (AUS) 47 s 63 | Brent Hayden (CAN) 47 s 95 | William Meynard (FRA) 48 s 00 |
| 200 m                  | Ryan Lochte (USA) 1 min 44 s 44 | Michael Phelps (USA) 1 min 44 s 79 | Paul Biedermann (GER) 1 min 44 s 88 |
| 400 m                  | Park Tae-hwan (KOR) 3 min 42 s 04 | Sun Yang (CHN) 3 min 43 s 24 | Paul Biedermann (GER) 3 min 44 s 14 |
| 800 m                  | Sun Yang (CHN) 7 min 38 s 57 | Ryan Cochrane (CAN) 7 min 41 s 86 | Gergő Kis (HUN) 7 min 44 s 94 |
| 1 500 m                | Sun Yang (CHN) 14 min 34 s 14 (RM, RC) | Ryan Cochrane (CAN) 14 min 44 s 46 | Gergő Kis (HUN) 14 min 45 s 66 |
| Dos                    | | | |
| 50 m                   | Liam Tancock (GBR) 24 s 50 | Camille Lacourt (FRA) 24 s 57 | Gerhard Zandberg (RSA) 24 s 66 |
| 100 m                  | Camille Lacourt (FRA) Jérémy Stravius (FRA) 52 s 76 | | Ryōsuke Irie (JPN) 52 s 98 |
| 200 m                  | Ryan Lochte (USA) 1 min 52 s 96 | Ryōsuke Irie (JPN) 1 min 54 s 11 | Tyler Clary (USA) 1 min 54 s 69 |
| Brasse                 | | | |
| 50 m                   | Felipe França (BRA) 27 s 01 | Fabio Scozzoli (ITA) 27 s 17 | Cameron van der Burgh (RSA) 27 s 19 |
| 100 m                  | Alexander Dale Oen (NOR) 58 s 71 | Fabio Scozzoli (ITA) 59 s 42 | Cameron van der Burgh (RSA) 59 s 49 |
| 200 m                  | Dániel Gyurta (HUN) 2 min 8 s 41 | Kōsuke Kitajima (JPN) 2 min 8 s 63 | Christian vom Lehn (GER) 2 min 9 s 06 |
| Papillon               | | | |
| 50 m                   | César Cielo (BRA) 23 s 10 | Matthew Targett (AUS) 23 s 28 | Geoff Huegill (AUS) 23 s 35 |
| 100 m                  | Michael Phelps (USA) 50 s 71 | Konrad Czerniak (POL) 51 s 15 | Tyler McGill (USA) 51 s 26 |
| 200 m                  | Michael Phelps (USA) 1 min 53 s 34 | Takeshi Matsuda (JPN) 1 min 54 s 01 | Wu Peng (CHN) 1 min 54 s 67 |
| Quatre nages           | | | |
| 200 m                  | Ryan Lochte (USA) 1 min 54 s 00 (RM, RC) | Michael Phelps (USA) 1 min 54 s 16 | László Cseh (HUN) 1 min 57 s 69 |
| 400 m                  | Ryan Lochte (USA) 4 min 7 s 13 | Tyler Clary (USA) 4 min 11 s 17 | Yuya Horihata (JPN) 4 min 11 s 98 |
| Relais                 | | | |
| 4 × 100 m nage libre   | Australie James Magnussen (47 s 49) Matthew Targett (47 s 87) Matthew Abood (47 s 92) Eamon Sullivan (47 s 72) 3 min 11 s 00 Kyle Richardson James Roberts                               | France Alain Bernard (48 s 75) Jérémy Stravius (47 s 78) William Meynard (47 s 39) Fabien Gilot (47 s 22) 3 min 11 s 14                                                               | États-Unis Michael Phelps (48 s 08) Garrett Weber-Gale (48 s 33) Jason Lezak (48 s 15) Nathan Adrian (47 s 40) 3 min 11 s 96 Douglas Robison David Walters |
| 4 × 200 m nage libre   | États-Unis Michael Phelps (1 min 45 s 53) Peter Vanderkaay (1 min 46 s 07) Ricky Berens (1 min 46 s 51) Ryan Lochte (1 min 44 s 56) 7 min 2 s 67 David Walters Conor Dwyer               | France Yannick Agnel (1 min 45 s 25) Grégory Mallet (1 min 46 s 81) Jérémy Stravius (1 min 45 s 40) Fabien Gilot (1 min 47 s 35) 7 min 4 s 81 Sébastien Rouault                       | Chine Wang Shun (1 min 47 s 09) Zhang Lin (1 min 46 s 14) Li Yunqi (1 min 47 s 30) Sun Yang (1 min 45 s 14) 7 min 5 s 67 Jiang Yuhui                       |
| 4 × 100 m quatre nages | États-Unis Nick Thoman (53 s 61) Mark Gangloff (1 min 0 s 24) Michael Phelps (50 s 57) Nathan Adrian (47 s 64) 3 min 32 s 06 David Plummer Eric Shanteau Tyler McGill Garrett Weber-Gale | Australie Hayden Stoeckel (54 s 22) Brenton Rickard (59 s 32) Geoff Huegill (51 s 72) James Magnussen (47 s 00) 3 min 32 s 26 Ben Treffers Christian Sprenger Sam Ashby James Roberts | Allemagne Helge Meeuw (53 s 53) Hendrik Feldwehr (59 s 72) Benjamin Starke (51 s 83) Paul Biedermann (47 s 52) 3 min 32 s 60 Markus Deibler                |

#### Femmes
| Épreuves               | Or | Argent | Bronze |
| Nage libre             | Nage libre | Nage libre | Nage libre |
| ---------------------- | --- | --- | --- |
| 50 m                   | Therese Alshammar (SWE) 24 s 14 | Ranomi Kromowidjojo (NED) 24 s 27 | Marleen Veldhuis (NED) 24 s 49 |
| 100 m                  | Jeanette Ottesen (DEN) Aliaksandra Herasimenia (BLR) 53 s 45 | | Ranomi Kromowidjojo (NED) 53 s 66 |
| 200 m                  | Federica Pellegrini (ITA) 1 min 55 s 58 | Kylie Palmer (AUS) 1 min 56 s 04 | Camille Muffat (FRA) 1 min 56 s 10 |
| 400 m                  | Federica Pellegrini (ITA) 4 min 1 s 97 | Rebecca Adlington (GBR) 4 min 4 s 01 | Camille Muffat (FRA) 4 min 4 s 06 |
| 800 m                  | Rebecca Adlington (GBR) 8 min 17 s 51 | Lotte Friis (DEN) 8 min 18 s 20 | Kate Ziegler (USA) 8 min 23 s 36 |
| 1 500 m                | Lotte Friis (DEN) 15 min 49 s 59 | Kate Ziegler (USA) 15 min 55 s 60 | Li Xuanxu (CHN) 15 min 58 s 02 |
| Dos                    | | | |
| 50 m                   | Anastasia Zueva (RUS) 27 s 79 | Aya Terakawa (JPN) 27 s 93 | Missy Franklin (USA) 28 s 01 |
| 100 m                  | Zhao Jing (CHN) 59 s 05 | Anastasia Zueva (RUS) 59 s 06 | Natalie Coughlin (USA) 59 s 15 |
| 200 m                  | Missy Franklin (USA) 2 min 5 s 10 | Belinda Hocking (AUS) 2 min 6 s 06 | Sharon van Rouwendaal (NED) 2 min 7 s 78 |
| Brasse                 | | | |
| 50 m                   | Jessica Hardy (USA) 30 s 19 | Yuliya Efimova (RUS) 30 s 49 | Rebecca Soni (USA) 30 s 58 |
| 100 m                  | Rebecca Soni (USA) 1 min 5 s 05 | Leisel Jones (AUS) 1 min 6 s 25 | Ji Liping (CHN) 1 min 6 s 52 |
| 200 m                  | Rebecca Soni (USA) 2 min 21 s 47 | Yuliya Efimova (RUS) 2 min 22 s 22 | Martha McCabe (CAN) 2 min 24 s 81 |
| Papillon               | | | |
| 50 m                   | Inge Dekker (NED) 25 s 71 | Therese Alshammar (SWE) 25 s 76 | Mélanie Henique (FRA) 25 s 86 |
| 100 m                  | Dana Vollmer (USA) 56 s 87 | Alicia Coutts (AUS) 56 s 94 | Lu Ying (CHN) 57 s 06 |
| 200 m                  | Jiao Liuyang (CHN) 2 min 5 s 55 | Ellen Gandy (GBR) 2 min 5 s 59 | Liu Zige (CHN) 2 min 5 s 90 |
| Quatre nages           | | | |
| 200 m                  | Ye Shiwen (CHN) 2 min 8 s 90 | Alicia Coutts (AUS) 2 min 9 s 00 | Ariana Kukors (USA) 2 min 9 s 12 |
| 400 m                  | Elizabeth Beisel (USA) 4 min 31 s 78 | Hannah Miley (GBR) 4 min 34 s 22 | Stephanie Rice (AUS) 4 min 34 s 23 |
| Relais                 | | | |
| 4 × 100 m nage libre   | Pays-Bas Inge Dekker (54 s 91) Ranomi Kromowidjojo (53 s 26) Marleen Veldhuis (53 s 33) Femke Heemskerk (52 s 46) 3 min 33 s 96 Maud van der Meer                               | États-Unis Natalie Coughlin (54 s 09) Missy Franklin (52 s 99) Jessica Hardy (54 s 12) Dana Vollmer (53 s 27) 3 min 34 s 47 Amanda Weir Kara Lynn Joyce       | Allemagne Britta Steffen (54 s 51) Silke Lippok (54 s 17) Lisa Vitting (53 s 85) Daniela Schreiber (53 s 52) 3 min 36 s 05                      |
| 4 × 200 m nage libre   | États-Unis Missy Franklin (1 min 55 s 06) Dagny Knutson (1 min 57 s 18) Katie Hoff (1 min 57 s 41) Allison Schmitt (1 min 56 s 49) 7 min 46 s 14 Jasmine Tosky                  | Australie Bronte Barratt (1 min 56 s 86) Blair Evans (1 min 57 s 69) Angie Bainbridge (1 min 57 s 36) Kylie Palmer (1 min 55 s 51) 7 min 47 s 42 Jade Neilsen | Chine Chen Qian (1 min 57 s 37) Pang Jiaying (1 min 56 s 97) Liu Jing (1 min 57 s 85) Tang Yi (1 min 55 s 47) 7 min 47 s 66 Zhu Qianwei         |
| 4 × 100 m quatre nages | États-Unis Natalie Coughlin (59 s 12) Rebecca Soni (1 min 4 s 71) Dana Vollmer (55 s 74) Missy Franklin (52 s 79) 3 min 52 s 36 Elizabeth Pelton Christine Magnuson Amanda Weir | Chine Zhao Jing (59 s 24) Ji Liping (1 min 6 s 27) Lu Ying (56 s 77) Tang Yi (53 s 33) 3 min 55 s 61 Gao Chang Sun Ye Jiao Liuyang Li Zhesi                   | Australie Belinda Hocking (59 s 91) Leisel Jones (1 min 6 s 18) Alicia Coutts (56 s 69) Merindah Dingjan (54 s 35) 3 min 57 s 13 Stephanie Rice |

### Natation synchronisée
| Épreuves         | Or | Argent | Bronze |
| ---------------- | --- | --- | --- |
| Solo technique   | Natalia Ishchenko (RUS) 98,300 pts | Huang Xuechen (CHN) 96,500 pts                                                                               | Andrea Fuentes (ESP) 95,300 pts |
| Solo libre       | Natalia Ishchenko (RUS) 98,550 pts | Andrea Fuentes (ESP) 96,520 pts                                                                              | Sun Wenyan (CHN) 95,840 pts |
| Duo technique    | Russie Natalia Ishchenko Svetlana Romashina 98,200 pts | Chine Huang Xuechen Liu Ou 96,500 pts                                                                        | Espagne Ona Carbonell Andrea Fuentes 95,400 pts |
| Duo libre        | Russie Natalia Ishchenko Svetlana Romashina 98,410 pts | Chine Tingting Jiang Wenwen Jiang 96,810 pts                                                                 | Espagne Ona Carbonell Andrea Fuentes 96,500 pts |
| Équipe technique | Russie 98,300 pts Anastasia Davydova, Maria Gromova, Elvira Khasyanova, Svetlana Kolesnichenko, Daria Korobova, Aleksandra Patskevitch, Alla Shishkina, Anzhelika Timanina     | Chine 96,800 pts Si Chang, Xuechen Huang, Tingting Jiang, Wenwen Jiang, Ou Liu, Xi Luo, Wenyan Sun, Yiwen Wu | Espagne 96,000 pts Clara Basiana, Alba Cabello, Ona Oi Carbonell Ballestero, Margalida Crespi, Andrea Fuentes Fache, Thais Henriquez, Paula Klamburg, Cristina Salvador |
| Équipe libre     | Russie 98,620 pts Anastasia Davydova, Natalia Ishchenko, Elvira Khasyanova, Svetlana Kolesnichenko, Daria Korobova, Aleksandra Patskevitch, Alla Shishkina, Anzhelika Timanina | Chine 96,580 pts Si Chang, Xuechen Huang, Tingting Jiang, Ou Liu, Xi Luo, Wenyan Sun, Yiwen Wu               | Espagne 96,150 pts Clara Basiana, Alba Cabello, Ona Oi Carbonell Ballestero, Margalida Crespi, Andrea Fuentes Fache, Thais Henriquez, Paula Klamburg, Irene Montrucchio |
| Combiné libre    | Russie 98,470 pts Anastasia Davydova, Natalia Ishchenko, Maria Gromova, Elvira Khasyanova, Svetlana Kolesnichenko, Daria Korobova, Svetlana Romashina, Aleksandra Patskevitch  | Chine 96,390 pts Xiaojun Chen, Si Chang, Jianchen Fan, Xuechen Huang, Ou Liu, Xi Luo, Li Guo, Wenyan Sun     | Canada 96,150 pts Genevieve Belanger, Marie-Pier Boudreau Gagnon, Stephanie Durocher, Jo-Annie Fortin, Chloe Isaac, Stephanie Leclair, Tracy Little, Elise Marcotte     |

### Plongeon
| Épreuves        | Or                           | Argent                         | Bronze                               |
| Hommes          | Hommes                       | Hommes                         | Hommes                               |
| --------------- | ---------------------------- | ------------------------------ | ------------------------------------ |
| Tremplin de 1 m | Li Shixin (CHN) 463,90 pts   | He Min (CHN) 444,00 pts        | Pavlo Rozenberg (GER) 436,50 pts     |
| Tremplin de 3 m | He Chong (CHN) 554,30 pts    | Ilia Zakharov (RUS) 508,95 pts | Ievgueni Kouznetsov (RUS) 481,90 pts |
| Haut vol à 10 m | Qiu Bo (CHN) 585,45 pts      | David Boudia (USA) 544,25 pts  | Sascha Klein (GER) 534,50 pts        |
| Femmes          |                              |                                |                                      |
| Tremplin de 1 m | Shi Tingmao (CHN) 318,65 pts | Wang Han (CHN) 310,20 pts      | Tania Cagnotto (ITA) 295,45 pts      |
| Tremplin de 3 m | Wu Minxia (CHN) 380,85 pts   | He Zi (CHN) 379,15 pts         | Jennifer Abel (CAN) 365,10 pts       |
| Haut vol à 10 m | Chen Ruolin (CHN) 405,30 pts | Hu Yadan (CHN) 394,00 pts      | Paola Espinosa (MEX) 377,15 pts      |

| Épreuves        | Or                                    | Argent                                              | Bronze                                                     |
| Hommes          | Hommes                                | Hommes                                              | Hommes                                                     |
| --------------- | ------------------------------------- | --------------------------------------------------- | ---------------------------------------------------------- |
| Tremplin de 3 m | Chine Qin Kai Luo Yutong 463,98 pts   | Russie Ilia Zakharov Ievgueni Kouznetsov 451,89 pts | Mexique Yahel Castillo Julian Sanchez 437,61 pts           |
| Haut vol à 10 m | Chine Qiu Bo Huo Liang 480,03 pts     | Allemagne Patrick Hausding Sascha Klein 443,01 pts  | Ukraine Oleksandr Horshkovozov Oleksandr Bondar 435,36 pts |
| Femmes          |                                       |                                                     |                                                            |
| Tremplin de 3 m | Chine Wu Minxia He Zi 356,40 pts      | Canada Émilie Heymans Jennifer Abel 313,50 pts      | Australie Anabelle Smith Sharleen Stratton 306,90 pts      |
| Haut vol à 10 m | Chine Wang Hao Chen Ruolin 362,58 pts | Australie Alexandra Croak Melissa Wu 325,92 pts     | Allemagne Christin Steuer Nora Subschinski 316,29 pts      |

### Water-polo
| Épreuves | Or     | Argent | Bronze  |
| -------- | ------ | ------ | ------- |
| Hommes   | Italie | Serbie | Croatie |
| Femmes   | Grèce  | Chine  | Russie  |